# Domingoa purpurea
Domingoa purpurea là một loài thực vật có hoa trong họ Lan. Loài này được (Lindl.) Van den Berg & Soto Arenas mô tả khoa học đầu tiên năm 2007.